# Anders K. Jacobsen
Anders Kvindebjerg Jacobsen (27 ottobre 1989) è un calciatore danese, attaccante del SønderjyskE.

## Carriera

### Club
Ha giocato nella prima divisione danese.

### Nazionale
Ha giocato nelle nazionali giovanili danesi Under-17, Under-18 ed Under-20.

## Palmarès

### Club

#### Competizioni nazionali
- Campionato danese: 1

Aalborg: 2013-2014
- Coppa di Danimarca: 2

Aalborg: 2013-2014
SønderjyskE: 2019-2020